# Årjäng (gemeente)
Årjäng is een Zweedse gemeente in Värmland. De gemeente behoort tot de provincie Värmlands län. Ze heeft een totale oppervlakte van 1663,9 km² en telde 10027 inwoners in 2020.

## Plaatsen
- Årjäng (plaats)
- Töcksfors
- Lennartsfors
- Östervallskog
- Tenvik
- Sillerud
- Hån
- Fölsbyn